# Setsuko Matsudaira
Setsuko Matsudaira (Walton, 9 de septiembre de 1909 - Tokio, 25 de agosto de 1995) fue una princesa japonesa. Fue miembro del clan Matsudaira y luego de la familia imperial japonesa desde su matrimonio con Yasuhito, segundogénito del emperador Yoshihito.